# Teatro delle Muse

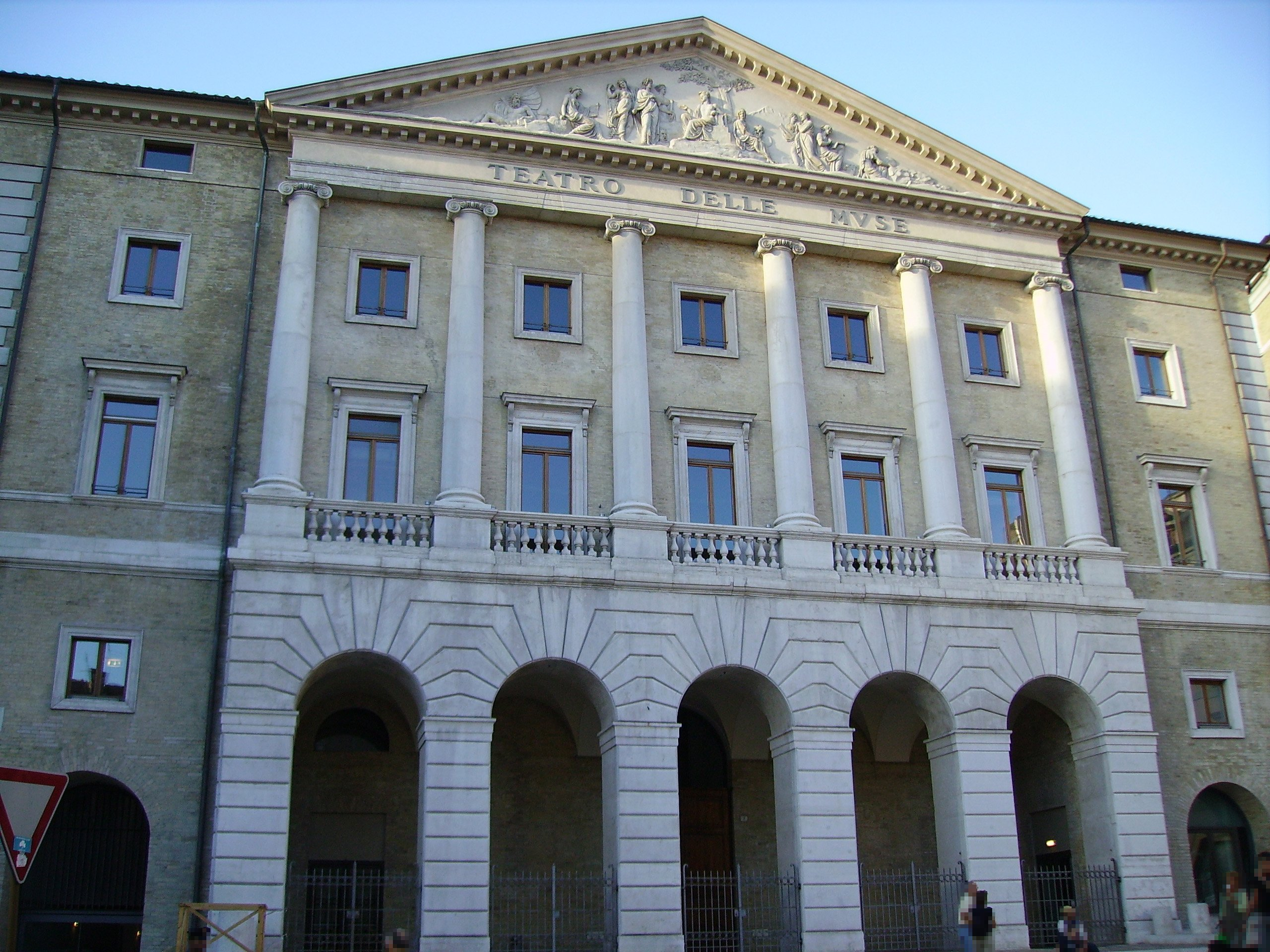
La façade néoclassique du Teatro delle Muse d'Ancône

Le Teatro delle Muse est le siège de l'opéra d'Ancône.

## Architecture
Le théâtre offre environ mille places assises, 1 147 exactement, un parterre de 400 m² et un rideau de scène, coupe-feu, unique en Europe, signé par le sculpteur Valerio Trubbiani. Le nouveau projet des architectes Danilo Guerri et Paola Salmoni restaure un rapport harmonique entre un intérieur moderne et les façades néoclassiques, en conservant l'escalier d'entrée, l'ancien atrium. C'est le plus grand théâtre des Marches. Le rideau de scène est de 14 m par 9 m. La fosse d'orchestre est de 105 m² et peut contenir 80 musiciens.